# The Inner Circle (film 1912)
The Inner Circle è un cortometraggio muto del 1912 diretto da D.W. Griffith.
Griffith fu il primo regista a dedicare una serie di cortometraggi alla vita degli italoamericani.  Al centro della storia è come consueto una vicenda di forti passioni, qui l'amore del padre per il figlioletto, che si spinge fino alla sacrificio della vita. Nel filmato però il regista affronta anche per la prima volta un tema destinato ad avere grande sviluppo negli decenni successivi, l'esistenza cioè tra gli italiani di una organizzazione segreta dedita all'estorsione e al ricatto.

## Trama
Unico conforto nella vita di un povero immigrato italiano rimasto vedovo è il suo bambino piccolo.  A malincuore egli è un membro di una società segreta esistente tra i suoi concittadini. Quando  un ricco italiano si rifiuta di pagare il pizzo all'organizzazione, al vedovo è comandato di uccidere la vittima, facendo saltare in aria la sua casa. L'uomo non vorrebbe farlo, ma non ha scelta, essendo egli stesso minacciato di morte in caso di ribellione. Quindi, parte per la terribile missione. Nel frattempo, il suo bambino viene urtato per strada da una macchina e, sebbene non ferito, viene trasportato nella casa condannata proprio mentre il padre pone e accende una bomba sotto di essa. Resosi conto della presenza del figlio, il padre sacrifica la sua stessa vita per salvarlo.

## Produzione
Il film fu prodotto dalla Biograph Company. Venne girato a New York.

## Distribuzione
Distribuito dalla General Film Company, il film - un cortometraggio di una bobina - uscì nelle sale cinematografiche statunitensi il 12 agosto 1912.
Copie della pellicola sono conservate negli archivi della Library of Congress e nella collezione del Mary Pickford Institute for Film Education film.